# Justin Benson

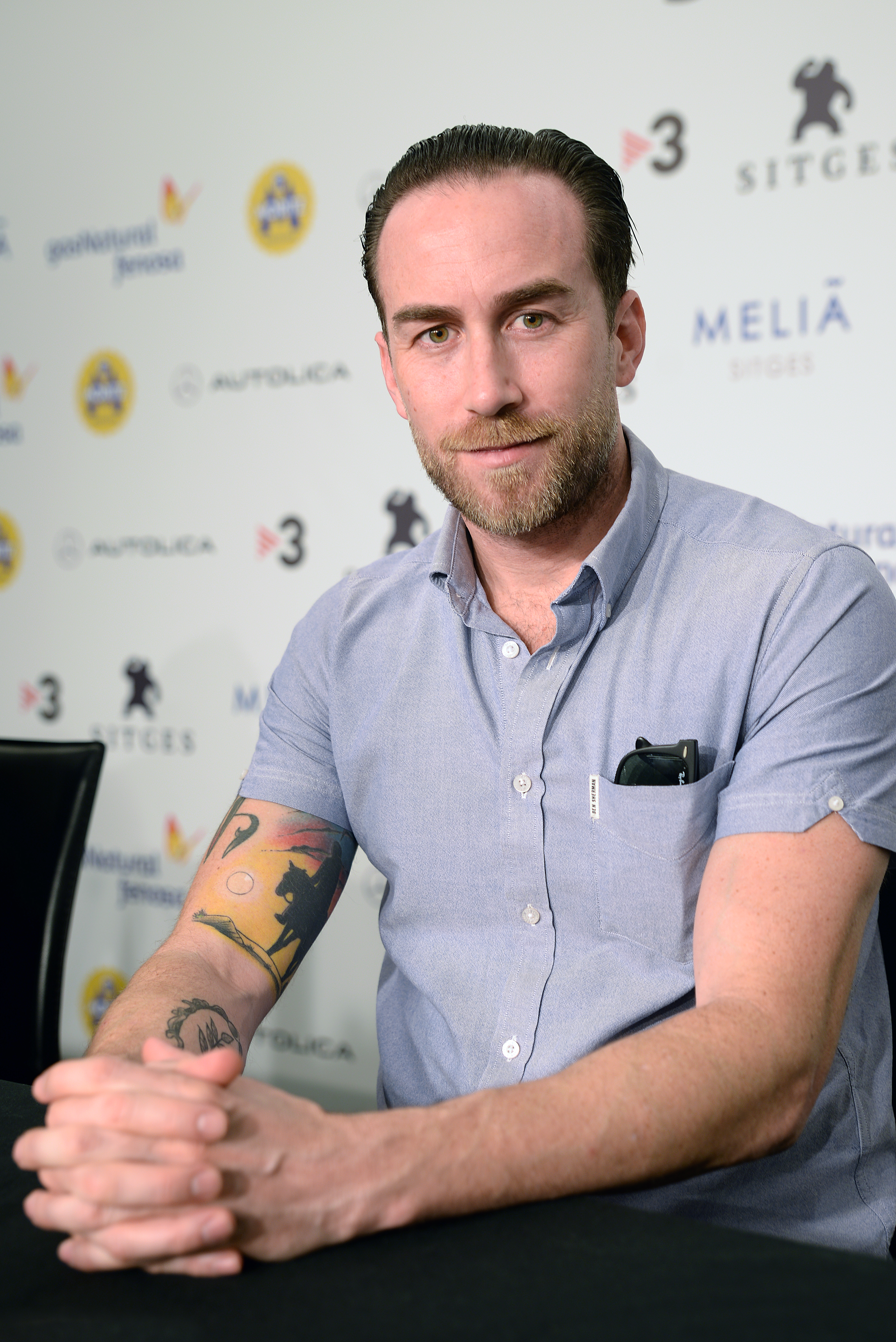
Justin Benson 2017 beim Sitges Festival Internacional de Cinema Fantàstic de Catalunya

Justin Benson (* 9. Juni 1983 in San Diego, Kalifornien) ist ein US-amerikanischer Regisseur, Drehbuchautor, Filmeditor und Produzent.

## Leben und Karriere
Benson schrieb 2013 das Drehbuch für den von der Kritik gelobten Film Resolution, bei dem er zusammen mit seinem Kollegen Aaron Moorhead auch Regie führte. In der Folge inszenierte das Duo weitere Genrefilme, unter anderem den 2014 erschienenen Romantic-Horrorfilm Spring – Love is a monster, der beim Toronto International Film Festival seine Premiere feierte. Ihr aktuellster Film Synchronic erschien 2019 und war u. a. mit Anthony Mackie und Jamie Dornan besetzt.

## Filmografie (Auswahl)
- 2012: Resolution
- 2014: V/H/S Viral ("Bonestorm")
- 2014: Spring
- 2017: The Endless
- 2019: Synchronic
- 2022: Something in the Dirt
- 2022: Moon Knight (Fernsehserie, Folgen 1x02 und 1x04)
- 2023: Loki (Fernsehserie, Folge 2x01)
- 2024: Things Will Be Different
- 2025: Descendent

## Auszeichnungen (Auswahl)
- Sitges - Catalonian International Film Festival 2014: lobende Erwähnung zusammen mit Aaron Moorhead (Spring)
- Palm Springs International Film Festival 2015: "Directors to Watch" zusammen mit Aaron Moorhead (Spring)
- Neuchâtel International Fantastic Film Festival
  - 2012: "Mad Movies Award" zusammen mit Aaron Moorhead (Resolution)
  - 2017: "International Critics Award" zusammen mit Aaron Moorhead (The Endless)